# Instituto de Ciências Biológicas da Universidade de Pernambuco
O Instituto de Ciências Biológicas - ICB da Universidade de Pernambuco iniciou suas atividades em 1976, seguindo as normas da Lei de Diretrizes e Bases da Educação de 1968, que determinava a criação de Institutos básicos no ensino universitário, com o propósito de agregar as disciplinas básicas, a serem ministradas nos cursos de graduação da área de saúde: Medicina, Odontologia, Enfermagem e Educação Física. 
O fundador, Prof. Geraldo de Oliveira Costa, permaneceu na função de Diretor por aproximadamente 10 anos, consolidando a parte didática do Instituto e construindo o prédio onde hoje funciona a diretoria e administração do ICB. 
Inicialmente, o corpo docente do ICB passou a ser formado por docentes anteriormente lotados nas faculdades que integravam a antiga Fundação de Ensino Superior de Pernambuco - FESP (hoje Universidade de Pernambuco) e que lecionavam as disciplinas obrigatórias e básicas nos diversos cursos.
Em 2016, o curso de Ciências Biológicas do ICB foi classificado como o 2° melhor do Norte-Nordeste do país pela Folha de S. Paulo e recebeu 4 estrelas no Guia do Estudante. Além disso, o curso recebeu do Conselho Federal de Biologia (CFBIO) o Selo CFBio de Qualidade de Cursos de Ciências Biológicas, onde foram avaliados cerca de 80 cursos por todo o Brasil e apenas 11 instituições receberam o selo.